# Emyvale
Emyvale (vor der Ulster Plantation Scarnageeragh; irisch Scairbh na gCaorach, dt.: „seichte Schafsfurt“) ist ein Ort im County Monaghan in der Republik Irland. Bei der Volkszählung 2022 hatte er 638 Einwohner.

## Lage
Emyvale liegt etwa neun Kilometer nördlich von Monaghan am Mountain Water und westlich von Emy Lough. Durch die Ortschaft führt die N2 von Monaghan zur nordirischen Grenze weiter nach Omagh. 

## Geschichte
Beim Fund eines bronzezeitlichen Grabes wurde die Besiedlung der Gegend vor mehr als 3000 Jahren belegt. Ab dem 8. Jahrhundert ist hier der Familienclan der McKenna nachgewiesen.
Zu den besonderen archäologischen Funden der Gegend zählt die Anketell Kreuzigungsplatte aus der Zeit um 1110. 

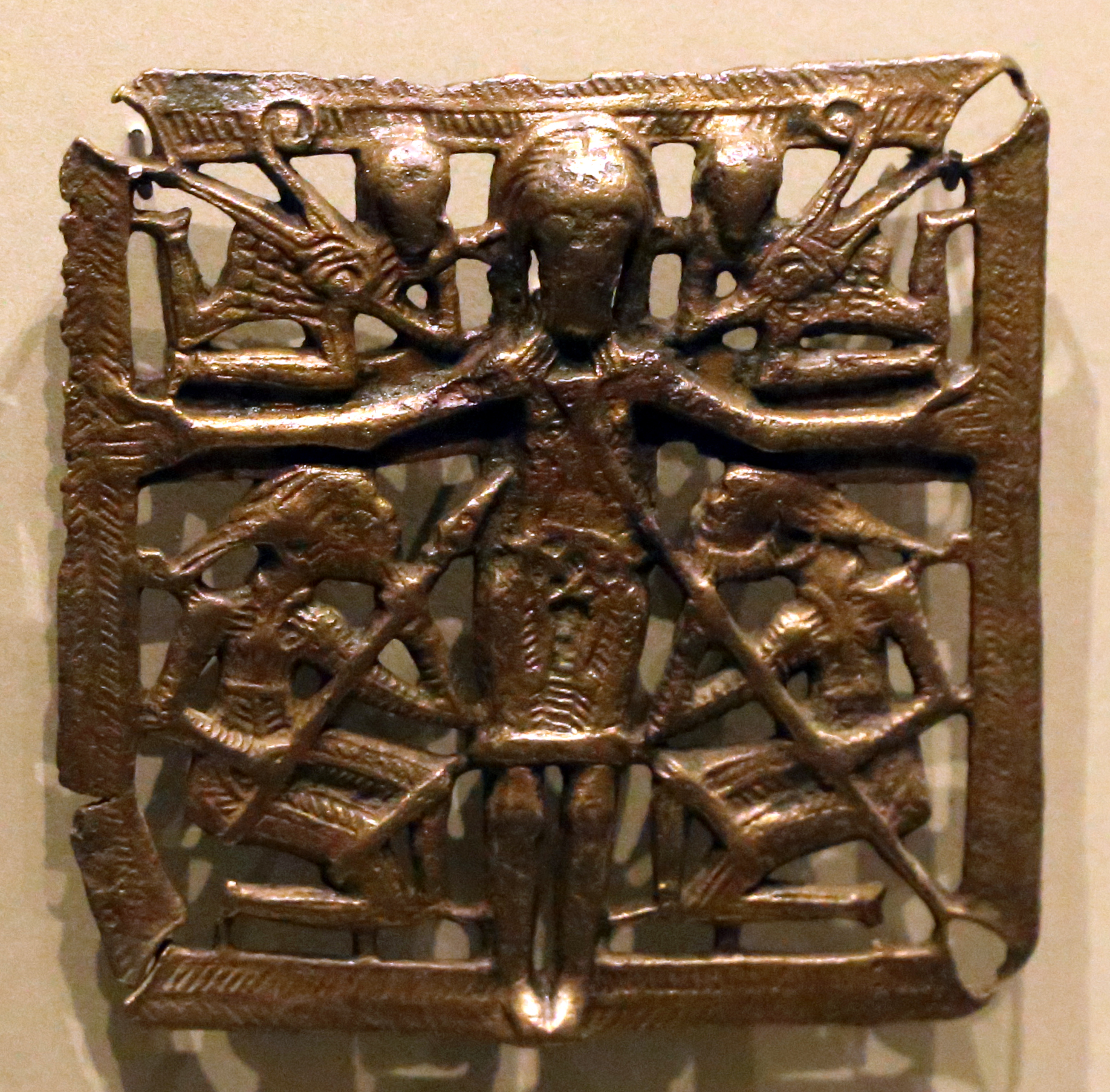
Anketell Kreuzigungsplatte (Irisches Nationalmuseum in Dublin)
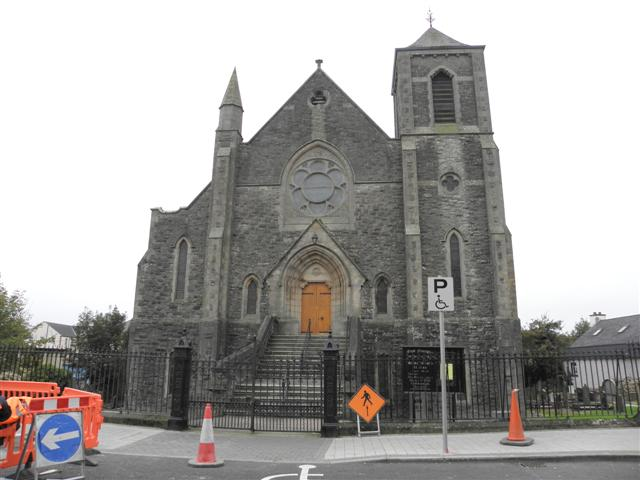
Presbyterianische Kirche
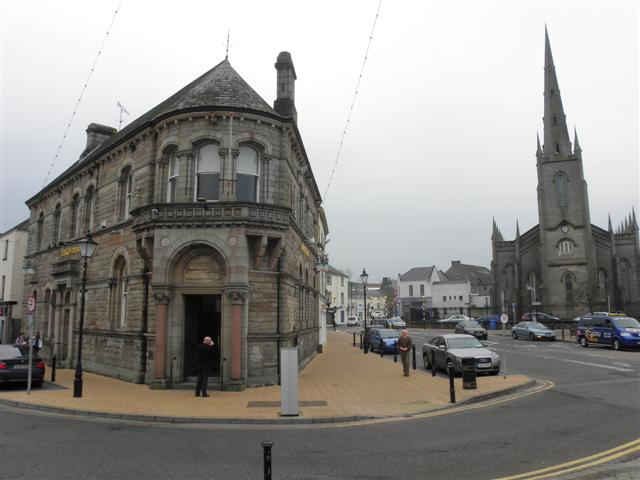
Ehemaliges Bankgebäude

## Persönlichkeiten
- Thomas Taggart (1856–1929), US-amerikanischer Politiker, Senator für Indiana